# Иванов, Вадим Иванович
Вадим Иванович Иванов (1893—1958) — советский военно-морской деятель, контр-адмирал (1940).

## Биография
Родился 16 (28) марта 1893 г. в местечке Троянов Вал Измаильского уезда Бессарабской губернии Российской империи в русской дворянской семье. С сентября 1907 г. по август 1910 г. проходил обучение в общих классах.
Российский императорский флот
С 1 августа 1910 г. по апрель 1913 г. проходил обучение в специальных классах Морского корпуса. В 1915 году закончил Артиллерийские офицерские классы. Участвовал в Первой мировой войне офицером на кораблях Балтийского флота. Был вахтенным начальником, командиром роты, командиром башни, младшим артиллеристом на линкоре «Андрей Первозванный», броненосце «Слава» и крейсере «Россия». В должности младшего артиллерийского офицера броненосца «Слава» участвовал в Моонзундском сражении. С октября 1917 г. старший артиллерист крейсера «Баян».
Военно-морской флот СССР
С февраля 1918 г. вступил в Морские силы Республики в прежней должности. Участник «Ледового перехода» кораблей Балтийского флота из Хельсинки в Кронштадт. С апреля 1918 г. выборный командир крейсера «Баян». С ноября 1918 г. артиллерист крейсера «Олег». Участвовал в подавлении мятежа на фортах «Красная Горка» и «Серая Лошадь». С июля 1919 г. флагманский артиллерист Кронштадтской военно-морской базы. С августа 1920 г. старший артиллерист линкора «Гангут». С мая 1921 г. флагманский артиллерист штаба Морских сил Балтийского моря. С января 1927 г. командир линкора «Марат» и одновременно с апреля по октябрь 1930 г. (в связи с нахождением корабля на ремонте) командир линкора «Октябрьская революция». С октября 1933 г. в распоряжении народного комиссариата по военным и морским делам. С января 1934 г. командир эсминца «Яков Свердлов». С января 1935 г. начальник штаба бригады линкоров Балтийского флота. С августа 1935 г. командир линкора «Марат», который с дружеским визитом посетил Великобританию. Постановлением СНК СССР № 2591 от 02 декабря 1935 г. «О знаках различия командного и начальствующего состава морских сил РККА» в ВМС РККА были введены персональные воинские звания. Товарищу Иванову было присвоено персональное звание флагман 2-го ранга. В марте 1938 г. уволен в запас. В августе 1938 г. восстановлен в кадрах и назначен на должность преподавателя кафедры морской тактики, а с апреля 1939 г. начальника этой кафедры Военно-инженерной академии им. В.В. Куйбышева, с 1939 г. доцент. В 1940 году вступил в ВКП(б). С апреля 1940 г. командир строящегося линкора «Советский Союз» и отряда вновь строящихся и капитально ремонтируемых кораблей Балтийского флота. 7 мая 1940 г. в Указом Президиума Верховного Совета СССР «Об установлении воинских званий высшего командного состава Военно-Морского Флота» в ВМФ был введены адмиральские звания. В июле 1940 г. товарищ Иванов был переаттестован в контр-адмирала. С июля 1940 г. командир Кронштадтской военно-морской базы и начальник гарнизона г. Кронштадт.
Великая Отечественная война
Начало Великой Отечественной войны встретил успешно руководя боевыми действиями по отражению нападения противника на базу. С августа 1941 г. начальник Высших специальных курсов командного состава ВМФ. С июня 1942 г. в распоряжении Главного управления Гидрометеорологической службы одновременно начальник военно-морской кафедры Гидрометеорологического института РККА. С марта 1944 г. в распоряжении Управления кадров офицерского состава ВМФ. С апреля 1944 г. командир линкора «Архангельск» эскадры кораблей Северного флота, полученного в счёт репараций из Италии. С января 1945 г. начальник кафедры инженерного обеспечения боевых действий Военно-инженерной академии им. В. В. Куйбышева.
Послевоенная служба
После войны в прежней должности. С июня 1948 г. старший преподаватель кафедры общей тактики и оперативной подготовки Военно-инженерной академии им. В.В. Куйбышева. С февраля 1950 г. начальник кафедры военно-морской подготовки Высших военно-политических курсов ВМС. С октября 1951 г. старший преподаватель и одновременно исполняющий должность начальника кафедры надводных военно-морского факультета  Высшей военной академии им. К.Е. Ворошилова. В ноябре 1953 г. ему были присвоены права окончившего Высшую военную академию им. К.Е. Ворошилова с вручаем диплома. С сентября 1956 г. в распоряжении главнокомандующего ВМФ СССР.
В отставке с 14 ноября 1956 г.
Погиб 26 августа 1958 г. по дороге в Киев. Похоронен в Москве на Ваганьковском кладбище.

## Воинские звания и чины
Российской империи:
- Лейтенант — апрель 1916[2]

СССР:
- Флагман 2-го ранга — 4 ноября 1936[6]
- Контр-адмирал — 4 июня 1940[2]

## Награды
Российской империи:
- Орден Святой Анны 3 степени с мечами и бантом (1917);
- Орден Святого Станислава 3 степени с мечами и бантом (1916);
- Орден Святой Анны 4 степени с надписью «за храбрость» (1915).

СССР:
- Орден Ленина (21.02.1945)[7];
- Три Ордена Красного Знамени (03.09.1944, 03.11.1944, 06.11.1947)[8];
- Медаль «XX лет Рабоче-Крестьянской Красной Армии» (1938);
- Медаль «За оборону Ленинграда» (1942);
- Медаль «За оборону Советского Заполярья»;
- Медаль «За оборону Москвы»;
- Медаль «За победу над Германией в Великой Отечественной войне 1941—1945 гг.» (15.08.1945);[1]
- и другие медали.
- Именное оружие (1928, 1953);
- Ценные подарки от НКО и НКВМФ СССР[9].